# Liquid Kids
Liquid Kids, conosciuto in Giappone come Mizubaku Adventure (ミズバク大冒険?, Mizubaku Daibōken), è un videogioco arcade sviluppato e pubblicato dalla Taito nel 1990. In seguito è stato portato per PC Engine, Sega Saturn e proposto nella raccolta Taito Legends 2 per PlayStation 2, PC e Xbox.
Esiste anche una conversione per Amiga ad opera della divisione francese di Ocean Software, mai distribuita ufficialmente ma disponibile su Internet grazie al ritrovamento del master nel 2003.

## Trama
Il piccolo Hipopo, creaturina che ricorda una sorta di incrocio tra ornitorinco e ippopotamo, vive felicemente con i suoi amici e la sua ragazza Tamasun a Woody Lake, finché un giorno, all'improvviso, appare il malvagio Fire Clown, che semina il caos a Woody Lake e rapisce la sua ragazza e i suoi amici. Grazie al potere trasmessogli dallo spirito del lago, Hipopo acquisisce la capacità di creare e lanciare bombe d'acqua, con le quali spegne il fuoco e sconfigge i suoi nemici. Hipopo inizia la sua avventura per salvare i suoi amici e la sua adorata Tamasun e sconfiggere Fire Clown per riportare la pace a Woody Lake.

## Modalità di gioco
Il gameplay è simile a Bubble Bobble della stessa Taito, ma, a differenza di esso, Liquid Kids è a scorrimento multidirezionale e l'obiettivo di ogni livello è attraversarlo fino alla meta. Le ambientazioni dei diciassette livelli sono distribuite su sette diversi "mondi" e comprendono: giardini incantati, ghiacciai, fabbriche di giocattoli e dolciumi, rovine in stile egizio e, nel finale, il castello dove risiede Fire Clown. Alla fine di ogni mondo vi è un boss: dopo averlo sconfitto compaiono due porte che conducono a due differenti livelli di quello successivo.
Hipopo, il personaggio giocante, lancia bombe d'acqua che bagnano i nemici. Quando i nemici sono storditi e bagnati, possono essere eliminati semplicemente toccandoli, ma se non vengono toccati rapidamente, si seccano e si muovono di nuovo normalmente. Se si tiene premuto il pulsante d'attacco, Hipopo ne aumenterà le dimensioni. Lanciando molte bombe d'acqua velocemente, diventeranno più piccole e avranno meno effetto, finché non arriverà il momento in cui non può più lanciarne altre, ma aspettando solo un secondo o due, potrà lanciare di nuovo bombe della stessa dimensione. In certi livelli ci sono piante che, se si bagnano con le bombe d'acqua, crescono, rivelando segreti, oggetti o permettendoti di arrivare più in alto saltandoci sopra. Nel gioco ci sono power-up sotto forma di oggetti che forniscono miglioramenti al personaggio, come lanciare bombe d'acqua giganti, correre più veloce, ecc.
Infine, in ogni livello c'è anche un limite di tempo invisibile. Se il giocatore impiega troppo tempo per completarne uno, verrà riprodotto un motivetto insieme alla musica "Hurry Up!" e lo schermo diventerà più scuro, insieme al piccolo demone delle scene di Hipopo e Tamasun che insegue il protagonista finché non lo cattura.

## Accoglienza
In Giappone, la rivista Game Machine elencò Liquid Kids nel numero del 15 novembre 1990 come la diciassettesima unità arcade di maggior successo del mese, sorpassando titoli del calibro di Parodius! From Myth to Laughter e Magic Sword.

## Camei
Hipopo ha fatto diverse apparizioni in altri giochi Taito: ad esempio, in Bubble Bobble II è un personaggio speciale che viene evocato tramite una pergamena dell'evocazione, mentre in Bubble Memories una sua versione gigante funge da oggetto bonus.